# Bojong (Kemang)
Bojong is een bestuurslaag in het regentschap Bogor van de provincie West-Java, Indonesië. Bojong telt 12.627 inwoners (volkstelling 2010).